# Moshe ibn Tibbon
Moshe ben Samuel ibn Tibbon est un rabbin, exégète et traducteur provençal du XIIIe siècle.

## Éléments biographiques
Moshe ibn Tibbon naît à Marseille. Fils de Samuel ibn Tibbon, le traducteur du Guide des égarés de Moïse Maïmonide, il poursuit l'œuvre de son père en traduisant d'autres ouvrages du Maître, tout en produisant parallèlement une œuvre propre. L'importance quantitative de sa production, florissante entre 1240 et 1283, suggère qu'il a vécu jusqu'à un âge avancé. Il a souffert, avec d'autres médecins juifs de Provence, de l'ordre du concile de Béziers (mai 1246), qui interdisait aux médecins juifs de traiter des Gentils.

## Œuvres

### Commentaires et explications de la Bible
Moshe ibn Tibbon a écrit des commentaires sur le commentaire du Cantique des Cantiques, interprétant le texte de façon allégorico-philosophique, sous l'influence de Maïmonide. Ses opinions sont assez similaires à celles de son beau-frère Jacob ben Abba Mari, qu'il cite d'ailleurs fréquemment. Dans une longue préface, il traite de la forme poétique et du contenu philosophique du Livre, discutant particulièrement des trois classes de poésie selon l’Organon d'Aristote. Le commentaire a été imprimé à Lyck, en 1874. La discussion sur les formes poétiques, empruntée au commentaire sur le Cantique d'Immanuel ben Salomon, a été publiée par Leopold Dukes.
Il y mentionne en outre un commentaire sur le Pentateuque, qu'auraient lu Isaac de Lattes et Guedalia ibn Yahya. Haïm Yossef David Azulai (le Hid"a) confirme tenir d'une source ancienne qu'Ibn Tibbon aurait effectué un travail de ce genre. Cependant, Juda Leon Mosconi (environ 1370) fait part, dans son supercommentaire sur Abraham ibn Ezra, de ses doutes quant à l'authenticité de ce commentaire, au vu de ses explications très insatisfaisantes. 
Moritz Steinschneider a suggéré qu'il s'agissait d'un supercommentaire sur Ibn Ezra, et non d'un commentaire indépendant.
Isaac de Lattes et Guedalia ibn Yahya mentionnent en outre un autre livre, le Leqet Shik'ha, mais n'en donnent aucune autre précision,.
Moshe ibn Tibbon a également produit des traités sur des sujets plus restreints, comme les mesures dans la Bible (et le Talmud), conservé en manuscrit au Vatican (Vatican MSS., No. 298, 4) et le Sefer (ou Maamar) hatanninim, mentionné par Isaac de Lattes sans indication quant à son contenu, et qui disserterait, selon Joseph-Simonius Assemani, sur la création des Tanninim mentionnés en Genèse 1:21. Ibn Yahya le connaît sous le titre de Sefer haqinyanim, qui a été repris par le Hid"a ainsi que par Isaac Benjacob, mais qui serait, selon Max Schloessinger, Isaac Broydé et Richard Gottheil, incorrect.

### Apologétique
Moshe ibn Tibbon a écrit le Sefer Pe'a, où il explique des passages aggadiques du Talmud et du Midrash de manière allégorique. 
L'œuvre a été rédigée dans un but apologétique, en réaction aux efforts missionnaires de Raymond de Peñafort, qui a ouvert des écoles où les élèves apprennent les littératures juive et arabe afin de les discréditer. Face aux accusations d'anthropomorphismes, surtout dans le Midrash, Moshe ibn Tibbon répond que cela n'est le cas que chez celui qui a pris les passages anthropomorphiques au sens littéral et non au sens allégorique, comme l'enseigne Maïmonide.

### Philosophie
Moshe ibn Tibbon est l'auteur d'une lettre sur les questions soulevées par son père, Samuel ibn Tibbon, à la lecture du Guide des égarés de Moïse Maïmonide. 
Il aurait par ailleurs écrit un traité sur l'immortalité de l'âme, intitulé Olam Qaton, dont plusieurs versions manuscrites existent (entre autres Vatican MSS., n° 292, 2; Paris MSS. n° 110). Toutefois, certains manuscrits attribuent l'œuvre à son père, voire à son grand-père Juda ibn Tibbon.

### Œuvres erronément attribuées
Guedaliah ibn Yahya attribue erronément à Ibn Tibbon la rédaction d'un Sefer hakolel, d'un Sefer hamelek, et d'un Sefer 'Assarah Devarim,. 
On l'a également crédité d'un commentaire sur les Pirke Avot (un traité de la Mishna), sur les azharot (un type de poème liturgique) de Salomon ibn Gabirol, et de notes sur le Sefer Hamadda de Maïmonide.

### Traductions
Le nombre de traductions réalisées par Moshe ibn Tibbon dépasse le nombre de ses œuvres propres. Situé dans la tradition familiale des Tibbonides, il a traduit de nombreux travaux philosophiques, en particulier ceux de Moïse Maïmonide. Il a également traduit des œuvres de mathématiques, d'astronomie et de médecine. 

#### Traductions des travaux de Maïmonide
- Mikhtav ou Ma'amar behanhagat haberiout, un traité sur l'hygiène, sous forme d'une lettre au sultan, traduit en 1244. Le texte a été publié dans Kerem Ḥemed (iii. 9 et suiv.), dans le Divre Moshe de Jacob ben Moses Tzevi (Varsovie, 1886), et par Jacob Saphir (Jérusalem, 1885) sur base de son propre manuscrit, sous le titre de Sefer Hanhagat haberiout.
- Hama'amar ha-nikbad ou beteriaq, un traité sur les poisons, existant en plusieurs manuscrits[13].
- Le commentaire des Aphorismes d'Hippocrate (1257 ou 1267)
- Le commentaire sur la Mishna. Un fragment de sa traduction du traité Pe'a, publié par Abraham Geiger en 1847, laisse à penser qu'il aurait pu traduire au moins l'entièreté du Seder Moëd.
- Le Sefer Hamitzvot, imprimé à Constantinople vers 1516, et inclus dans diverses éditions du Mishné Torah de Maïmonide, mais sans la préface de Moshe ibn Tibbon. Dans celle-ci, il s'excuse de continuer sa traduction alors qu'Abraham Hasdaï en a déjà produit une ; cependant, ce dernier s'est basé sur la première édition de l'original arabe, alors que lui, Moshe ibn Tibbon, utilise une édition plus tardive.
- Milot hahiggayon, un traité de terminologie logique (Venise, 1552, qui contient en outre deux commentaires anonymes). Moshe ibn Tibbon a utilisé, pour rendre les termes arabes, le vocabulaire utilisé dans la littérature philosophique en hébreu, que lui-même et sa famille ont contribué à développer.

#### Traductions des travaux d'Averroès
- Traduction des commentaires d'Averroès sur la Physica Auscultatio d'Aristote (vers 1250)
- Kelale hashamayim veha'olam, traduction des commentaires sur De Cœlo et Mundo
- Sefer hahavayah vehahefsed, traduction des commentaires sur De Generatione et Corruptione
- Sefer Otot 'Elyonot, traduction des commentaires sur Meteora (1244)
- Klalei Sefer Hanefesh, traduction des commentaires sur De Anima (1244)
- Bi'our Sefer Hanefesh, traduction du Commentaire moyen (1261)
- Ha'housh vehamou'hash, traduction des commentaires sur Parva Naturalia (1254)
- Mah shea'har hateva,  traduction des commentaires sur Metaphysica (1258)
- Biour Argouza, traduction des commentaires sur l’Arjuzah d'Avicenne.

Ces traductions d'Averroès ont été abondamment utilisées, notamment par Gersonide dans ses supercommentaires.

#### Autres traductions
- Haseder haqaton, traduction du Petit Canon d'Avicenne (1272)
- Ha'agoullot Hara'yoniyyot, traduction de l’Al-Ḥada'iḳ d'al-Batalyussi sur la similarité du monde avec une sphère imaginaire, édité par David Kaufmann, Die Spuren al-Bataljusi's in der Jüdischen Religionsphilosophie, Leipzig, 1880
- Sefer Haheshbon, traduction du Traité sur l'arithmétique d'Al-Ḥaṣṣar (1271)
- Shorashim ou Yessodot, traduction des Éléments d'Euclide (1270)
- Hat'halot Hanimtza'ot hativiyyim, traduction du Livre des Principes d'Al-Farabi (1248), édité par H. Filipowski, dans un almanach hébreu de l'an 5610 (Leipzig, 1849)
- Hokhmat hakokhavim ou Hokhmat Tekouna, traduction de l'introduction de Geminus à l'Almageste de Claude Ptolémée (1246)
- Tzedat Haderakhim, traduction du Viaticum d'Ibn al-Jazzar (1259)
- Mavo el Meleket Harefou'a, traduction de l’’Introduction à la Science Médicale
- Ha'hillouq veha'hillouf, traduction du Livre des Divisions [des Maladies]
- Traduction de l’Antidotarium d'Al Iqrabadhin

Les autres traductions ont été répertoriées par Steinschneider dans plusieurs de ses catalogues.